# 古川美有
古川 美有（こがわ みゆ、1986年2月1日 - ）は、千葉県出身の女性ファッションモデルである。インセントグループのイデアに所属している。

## 略歴・人物
- 女子学院高等学校出身[2]。
- 2004年に、ノンノフレンドに選ばれ、後にノンノモデルになる。2010年8月をもって、美優と共にノンノモデルを卒業した。
- 趣味は映画鑑賞、読書。特技はテニス。

## 出演

### 雑誌
- non-no（2004年 - 2010年8月）
- steady.（2010年7月号 - ）
- Oggi（2010年9月号 - ）
- GINGER（2010年10月号 - ）

### CM
- 不二家ルックチョコレート
- エッセンシャルトリートメント
- マクドナルド朝マック
- シャープ「SH-02B」NTTドコモ携帯電話
- グリコ乳業「ドロリッチ」のイメージキャラクターであるドロリッチガールズ3期生に就任（2013年9月 - ）

### テレビ
- 東京上級デート ＃23 横浜中華街（テレビ朝日　2012年9月12日）

### WEB
- BSフジWebオリジナル番宣番組 『fika?（フィーカ?）』

### ファッションショー
- SHIZUOKA COLLECTION 2015 Autumn/Winter（2015年9月19日、グランシップ）